# Barypristus incendiarius
Barypristus incendiarius är en skalbaggsart som först beskrevs av Blackburn 1879.  Barypristus incendiarius ingår i släktet Barypristus och familjen jordlöpare. Inga underarter finns listade i Catalogue of Life.